# Tyrrell 011
La Tyrrell 011 fu una vettura di Formula 1 che esordì nella stagione 1981 e corse anche in quelle 1982 e 1983. Spinta da un tradizionale motore Ford Cosworth DFV, adottava un cambio Hewland FGA 400 e fu concepita in monoscocca d'alluminio da Maurice Philippe e Brian Lisles.

## Le stagioni
La Tyrrell 011 fece il suo esordio col solo Eddie Cheever nel GP di Germania andando subito a punti, quinta, dopo essersi qualificata diciottesima.

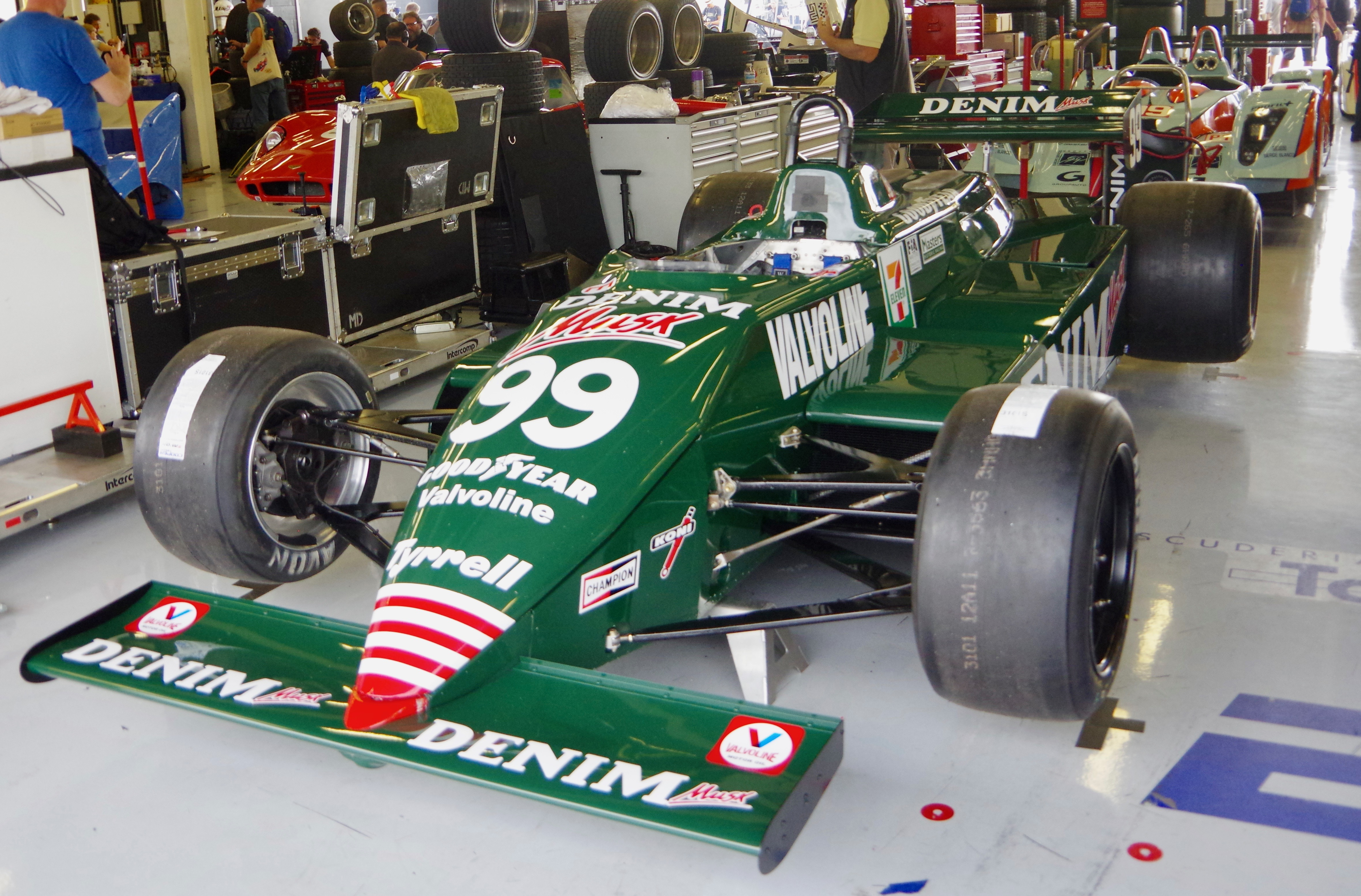
Una Tyrrell 011 usata da Michele Alboreto a fine stagione 1982

La 011 venne utilizzata anche per la stagione 1982, con Alboreto e Borgudd al volante. Dal Gran Premio di San Marino lo svedese venne rimpiazzato da Brian Henton, proveniente dalla Arrows. Proprio a Imola Alboreto ottenne un terzo posto, complice anche la defezione dei team britannici; la Tyrrell partecipò comunque al Gran Premio a causa dell'influenza degli sponsor italiani e di Michele Alboreto. Sempre l'italiano ottenne tutti i punti conquistati dal team nella stagione con tre quarti posti, un quinto, un sesto e la vittoria al conclusivo Gran Premio di Las Vegas dopo essere partito terzo e avere costantemente occupato le prime posizioni in gara.

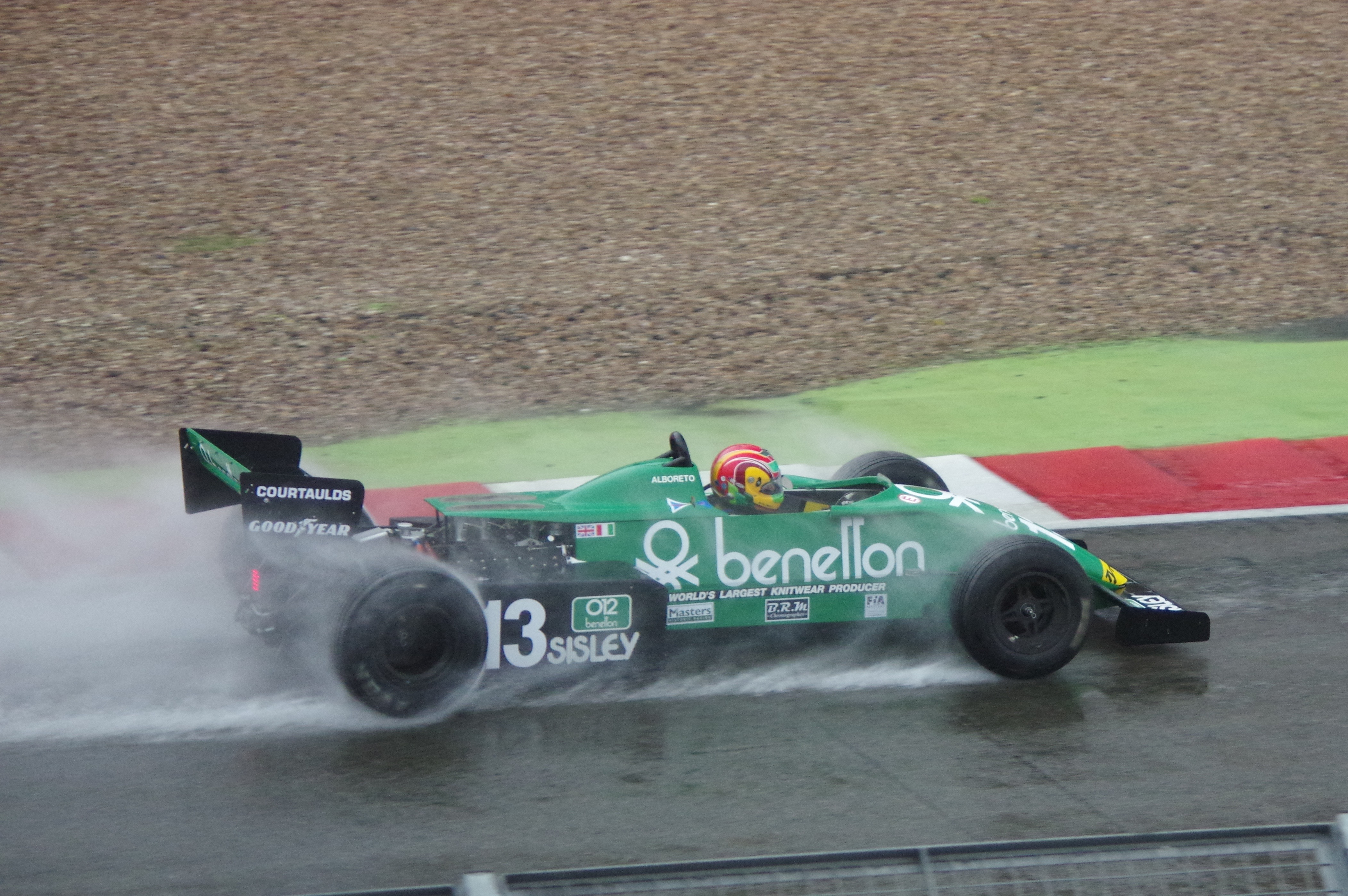
Una Tyrrell 011 utilizzata durante la stagione 1983

Nella stagione 1983 la 011, guidata da Alboreto e Danny Sullivan, assunse la livrea verde e nera dettata dalla sponsorizzazione di Benetton e venne rivista per rispondere al nuovo regolamento che bandiva l'effetto suolo. Nel corso della stagione andò a punti solamente due volte, per mano di Sullivan al Gran Premio di Monaco e con Alboreto, che vinse il Gran Premio degli Stati Uniti d'America-Est, che coincide con l'ultimo GP vinto da un motore Cosworth DFV. A circa due terzi della stagione la 011 venne sostituita dalla nuova Tyrrell 012, prima affidata ad Alboreto e nelle ultime due gare della stagione anche a Sullivan. Con la 011 Sullivan concluse secondo nella Race of Champions, gara non valida per il mondiale.

## Risultati completi
| Anno | Team                | Motore            | Gomme | Piloti   |  |  |  |  |  |  |  |  |  |   |    |     |     |    |     | Punti | Pos. |
| ---- | ------------------- | ----------------- | ----- | -------- |  |  |  |  |  |  |  |  |  | - | -- | --- | --- | -- | --- | ----- | ---- |
| 1981 | Tyrrell Racing Team | Ford Cosworth DFV | A     | Cheever  |  |  |  |  |  |  |  |  |  | 5 | NQ | Rit | Rit | 12 | Rit | 10    | 10º  |
| 1981 | Tyrrell Racing Team | Ford Cosworth DFV | A     | Alboreto |  |  |  |  |  |  |  |  |  |   |    | 9   | Rit | 11 | 13  | 10    | 10º  |

| Anno | Team                | Motore            | Gomme | Piloti   |    |   |    |     |     |    |     |     |     |     |    |   |     |    |     |   | Punti | Pos. |
| ---- | ------------------- | ----------------- | ----- | -------- | -- | - | -- | --- | --- | -- | --- | --- | --- | --- | -- | - | --- | -- | --- | - | ----- | ---- |
| 1982 | Tyrrell Racing Team | Ford Cosworth DFV | G     | Alboreto | 7  | 4 | 4  | 3   | Rit | 10 | Rit | Rit | 7   | Rit | 6  | 4 | Rit | 7  | 5   | 1 | 25    | 6º   |
| 1982 | Tyrrell Racing Team | Ford Cosworth DFV | G     | Borgudd  | 16 | 7 | 10 |     |     |    |     |     |     |     |    |   |     |    |     |   | 25    | 6º   |
| 1982 | Tyrrell Racing Team | Ford Cosworth DFV | G     | Henton   |    |   |    | Rit | Rit | 8  | 9   | NC  | Rit | 8   | 10 | 7 | Rit | 11 | Rit | 8 | 25    | 6º   |

| Anno | Team                  | Motore            | Gomme | Piloti   |     |   |     |     |     |    |     |    |    |     |     |     |     |  |  | Punti | Pos. |
| ---- | --------------------- | ----------------- | ----- | -------- | --- | - | --- | --- | --- | -- | --- | -- | -- | --- | --- | --- | --- |  |  | ----- | ---- |
| 1983 | Benetton Team Tyrrell | Ford Cosworth DFV | G     | Alboreto | Rit | 9 | 8   | Rit | Rit | 14 | 1   | 8  | 13 | Rit |     |     |     |  |  | 12    | 7º   |
| 1983 | Benetton Team Tyrrell | Ford Cosworth DFV | G     | Sullivan | 11  | 8 | Rit | Rit | 5   | 12 | Rit | SQ | 14 | 12  | Rit | Rit | Rit |  |  | 12    | 7º   |

| Legenda | 1º posto     | 2º posto | 3º posto    | A punti         | Senza punti/Non class.  | Grassetto – Pole position Corsivo – Giro più veloce |
| Legenda | Squalificato | Ritirato | Non partito | Non qualificato | Solo prove/Terzo pilota | Grassetto – Pole position Corsivo – Giro più veloce |